# Палласит

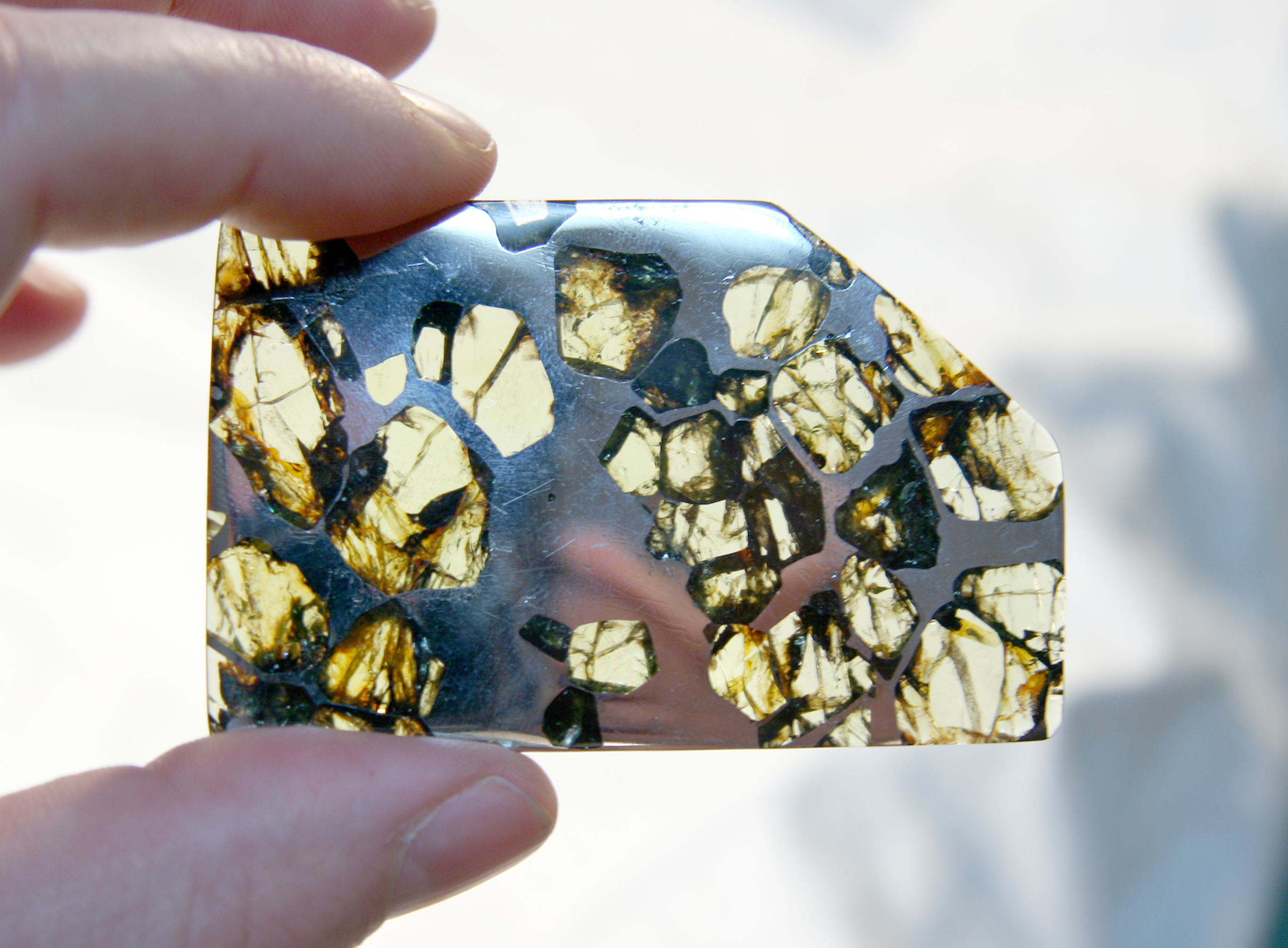
Пластина из палласитового метеорита

Палласит (от метеорита Палласово железо) — класс в типе железно-каменных метеоритов. Представляют собой железно-никелевую основу с вкраплениями кристаллов оливина. Названы в честь академика П. С. Палласа, описавшего его как самородное железо.

## Классификация

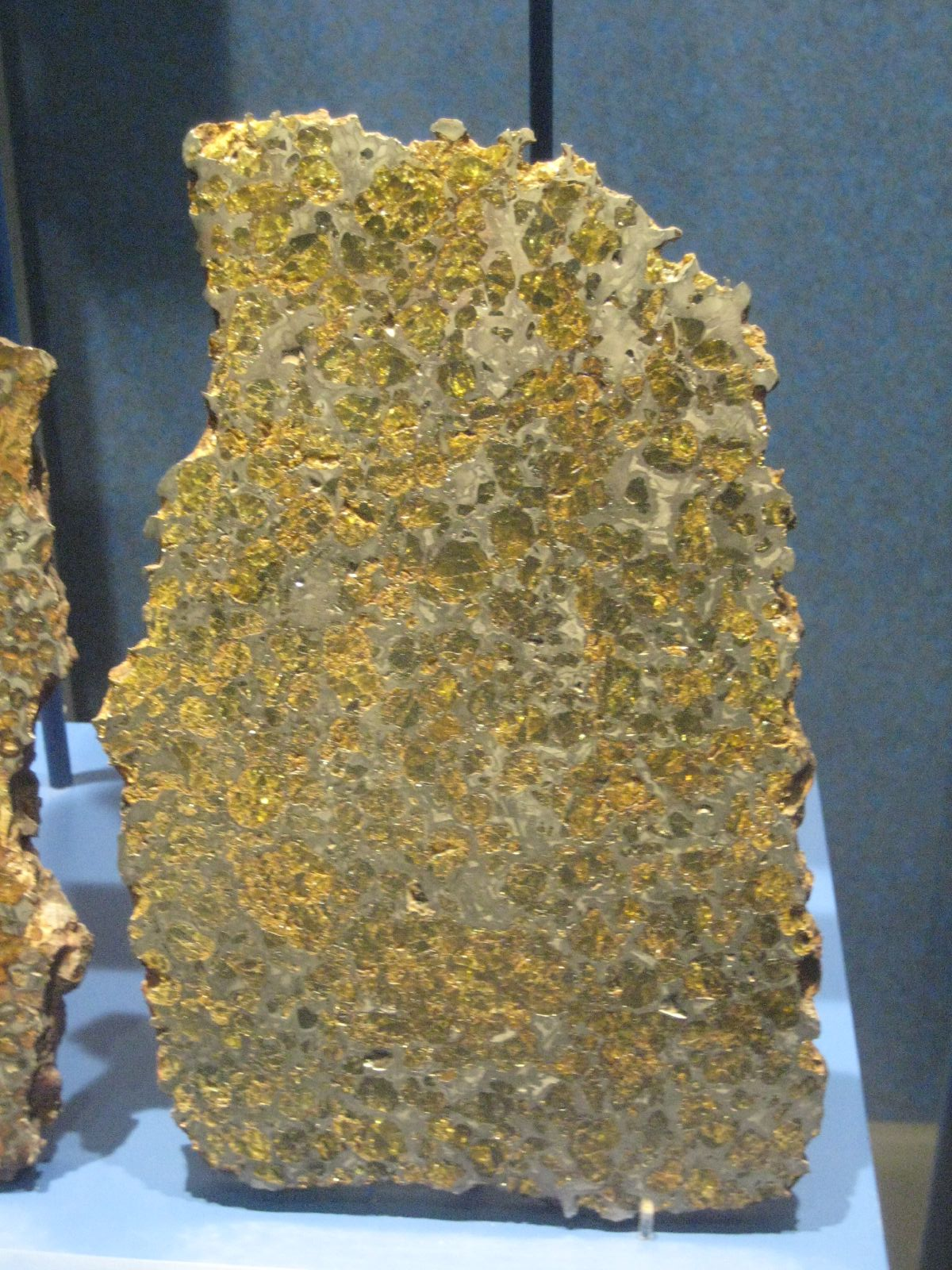
Спил палласита

Палласиты (P) делятся на три группы :
1. Основная группа палласитов (Тип II). Ni — 7.8-11.7 %
2. «Орлиные» палласиты (Тип III, Eagle Station). Ni — 14-16 %[2]
3. Палласиты-пироксены.

## Состав
- Металлы — железо (80-90 %), никель (3-20 %)
- Включения Оливина.

Оливины в палласитах имеют сходный состав и структуру. Они обеднены кальцием и никелем по сравнению с земными образцами.

## История

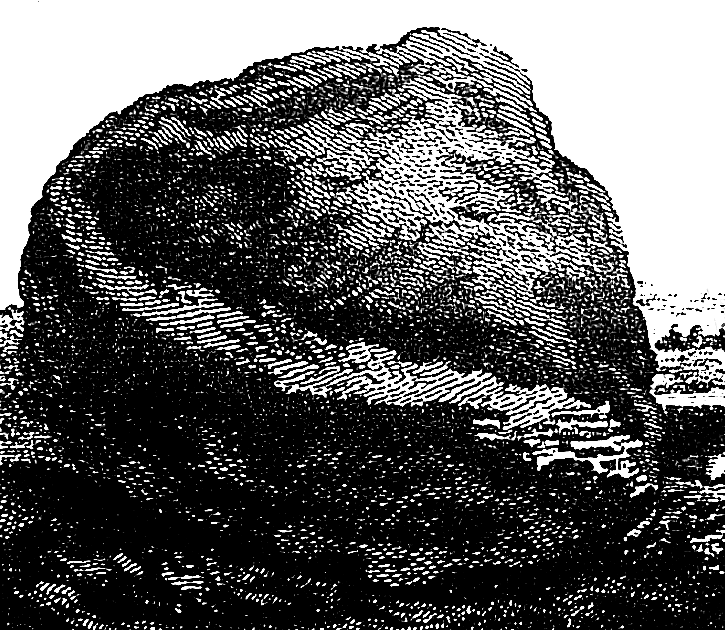
Первый палласит, рисунок 1778 г.

Первым найденным палласитом был метеорит Палласово железо.
Он был найден в районе города Красноярск в 1749 году, описан П. С. Палласом в 1773 году, как самородное железо.
В 1794 году впервые был определён Э. Хладни, как внеземной объект.
В 1967 году на одном из притоков реки Хекандя в Магаданской области найден метеорит Сеймчан. Известно несколько фрагментов метеорита Сеймчан, два из которых массой 272 кг и 51 кг были найдены в 1960-х годах, фрагмент массой около 50 кг найден в 2004 году.